# Pyrgus cinarae
Pyrgus cinarae ist ein Schmetterling aus der Familie der Dickkopffalter (Hesperiidae).

## Merkmale
Die Vorderflügellänge beträgt 15 bis 16 Millimeter. Die Oberseite ist er sehr dunkel, meist braunschwarz, auf den Vorderflügeln befinden sich große weiße Flecke. Besonders ausgeprägt ist der Fleck nahe dem Zellende. Auf den Hinterflügeln sind zwei kleine Basalflecke und eine Reihe Diskalflecke deutlich zu sehen. Auf der Unterseite der Vorderflügel befinden sich ebenfalls große weiße Flecke. Die Unterseite der Hinterflügel ist normalerweise olivbraun und mit hellen kleinen Flecken gezeichnet. Das Weibchen hat eine hellere Oberseite mit weniger deutlichen und kleineren Flecken. Die Unterseite der Hinterflügel ist hell gelbbraun mit perlenweißen kleinen Flecken.
Die kugeligen, oben und unten etwas abgeplatteten Eier sind hellgelblich mit zahlreichen sich nach unten verzweigenden, groben Rippen.
Die Raupen sind hellgrau bis grau mit schwarzem Kopf. Sie sind stark behaart.
Die Puppe ist in der Grundfarbe hellbraun. Sie ist stark hellbläulich bereift; die Grundfarbe scheint z. T. noch durch bzw. ist an den Segmentgrenzen des Abdomen deutlich zu sehen. Das schwarze Punktmuster ist durch die Bereifung meist deutlich zu sehen.

## Geographisches Vorkommen und Habitat
Pyrgus cinarae ist Zentralspanien sowie von der Balkanhalbinsel ostwärts durch Südrussland, Turkestan bis zum Altai (Xinjiang, Westchina) verbreitet. Man findet die Falter vereinzelt und lokal in Höhenlagen von 750 bis 1600 Metern an grasigen, blütenreichen Stellen und auf trockenem felsigem Gelände. Die Art ist häufig mit Pyrgus sidae, Pyrgus serratulae und an trockenen Stellen mit Spialia phlomidis vergesellschaftet.
In Zentralspanien ist die Unterart Pyrgus cinarae clorinda beheimatet. Sie ist in Höhenlagen von 900 bis 1200 Metern anzutreffen, wo sie blütenreiche, grasige und gebüschreiche Kiefernlichtungen besiedelt.
Die Art ist in ihrem Verbreitungsgebiet, soweit bekannt, jeweils nur sehr lokal verbreitet.

## Lebensweise
Pyrgus cinarae bildet eine Generation, deren Falter von Mitte/Ende Juni bis Anfang August fliegen. Die Weibchen legen die Eier an den Blütenknospen der Raupennahrungspflanze ab. Die fertig entwickelten Eiraupen überwintern in der Eihülle. Sie schlüpfen meist im März des folgenden Jahres. Die Raupenentwicklung zieht sich über vier Larvalhäutungen bis Ende Mai oder Anfang Juni. Die Raupen leben zunächst erhöht in Gehäusen an langstängeligen Grundblättern, später bevorzugt an Stängelblättern der Blütenschosse. Hier findet auch die Verpuppung statt. Die Raupe ist im letzten Stadium sehr hell gefärbt. In Griechenland leben die Raupen an Hohem Fingerkraut (Potentilla recta) und selten auch an Potentilla hirta.
Die Falter der Unterart Pyrgus cinarae clorinda fliegen von Mitte Juli bis Anfang September und damit in der Regel etwas später als die Falter der Nominatunterart.

## Systematik
Derzeit wird die Art (meist) in zwei Unterarten unterteilt:
- Pyrgus cinarae cinarae, die Nominatunterart im größten Teil des Verbreitungsgebietes mit Ausnahme der Iberischen Halbinsel. Die Typlokalität der Art bzw. Nominatunterart liegt in Sarepta (Сарепта) innerhalb der Stadt Wolgograd (Russland).
- Pyrgus cinarae clorinda (Warren, 1927). Die Unterart kommt nur in mehreren isolierten Vorkommen in Ostspanien vor. Die Typlokalität liegt bei Cuenca (Spanien).[4] Im Unterschied zur Nominatunterart hat die Oberseite des Falters eine leicht gelbliche Grundfarbe und ist an den Hinterflügeln deutlich gelb. Das Männchen hat zudem auf der Oberseite eine gelbe Überstäubung.[1]  Der Unterartstatus wird nicht von allen Autoren anerkannt.[6] Einige Websites führen sie dagegen unkritisch auch als eigene Art.[7]

Der korrekte Artname ist wahrscheinlich cynarae der 1840 von Jean Baptiste Alphonse Dechauffour de Boisduval vorgeschlagen wurde. Die meist benutzte Kombination cinarae Rambur ist wahrscheinlich nicht 1839 gültig publiziert worden, sondern erst 1842.